# Ryszard Kaczorowski
Ryszard Kaczorowski (Białystok, 26 november 1919 - Smolensk, 10 april 2010) was een Pools politicus en staatsman.
Tussen 1989 en 1990 was hij president van de Poolse regering in ballingschap. Hij was de laatste president van Polen in ballingschap. Op 22 december 1990 gaf Kaczorowski de symbolen van het presidentsambt van de Tweede Poolse Republiek aan de nieuwe, democratisch verkozen president van Polen, Lech Wałęsa.
Kaczorowski kwam om het leven toen een Pools regeringsvliegtuig nabij de luchthaven van het Russische Smolensk neerstortte. Onder de slachtoffers was ook de toenmalige Poolse president Lech Kaczyński.
- Bibliothèque nationale de France: cb14652708z (data)
- Gemeinsame Normdatei: 122452194
- International Standard Name Identifier: 0000 0001 1446 8227
- Library of Congress Control Number: no2002101344
- Nationale Bibliotheek van Polen: a0000001187895
- Nederlandse Thesaurus van Auteursnamen: 141544899
- Virtual International Authority File: 66726142
- WorldCat: E39PBJr7WvFMgpWRQJHdh983cP